# Marché de Campo de Ourique
 (janvier 2023).
Pour les articles homonymes, voir Ourique (homonymie).
Le Marché de Campo de Ourique ([mɨɾ.ˈka.ðu dɨ ˈkɐ̃.pu dɨ o(ʊ̯)ˈɾi.kɨ] ; en portugais Mercado de Campo de Ourique) est un marché couvert de quartier situé à Lisbonne,.

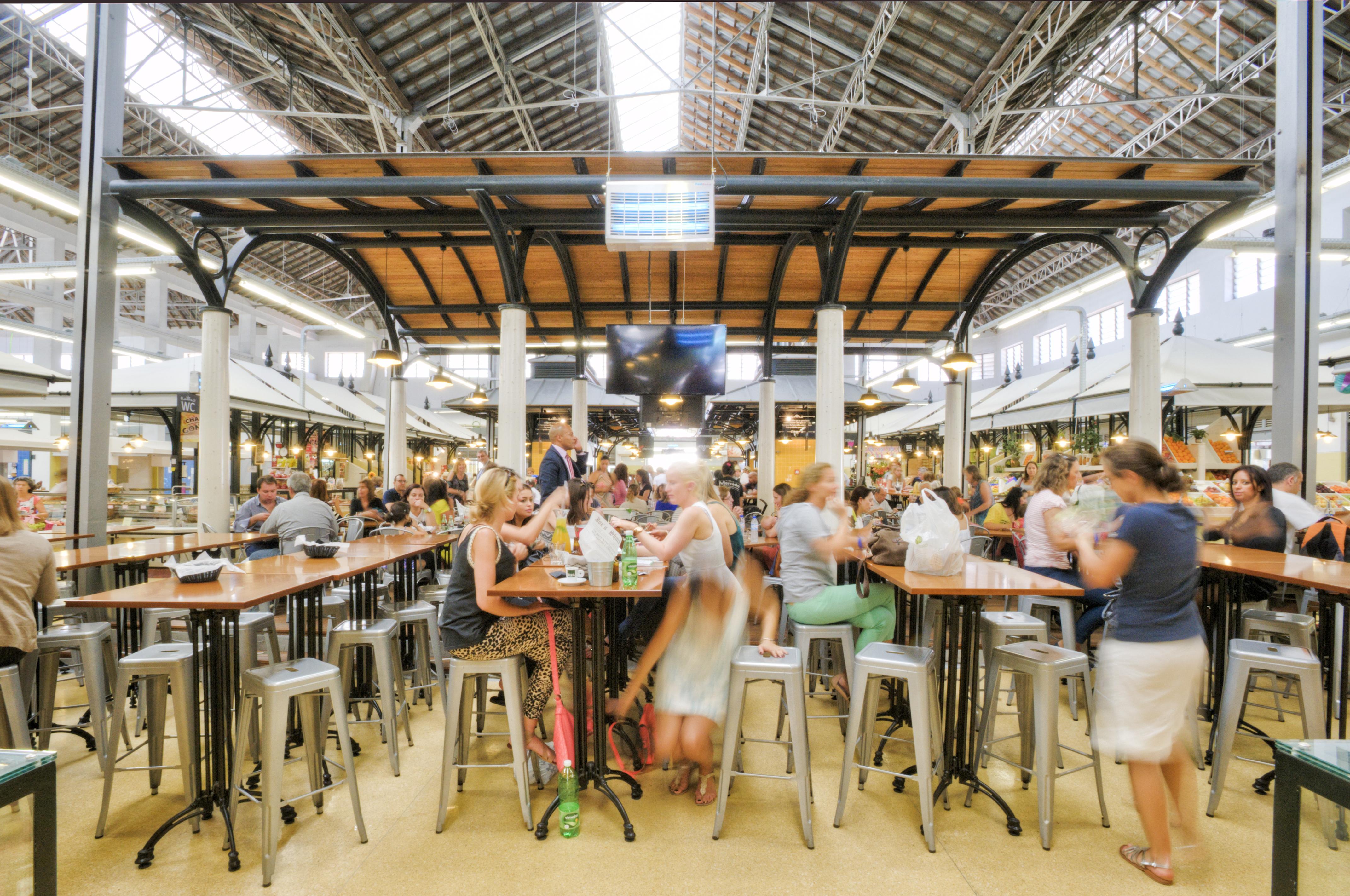
Intérieur

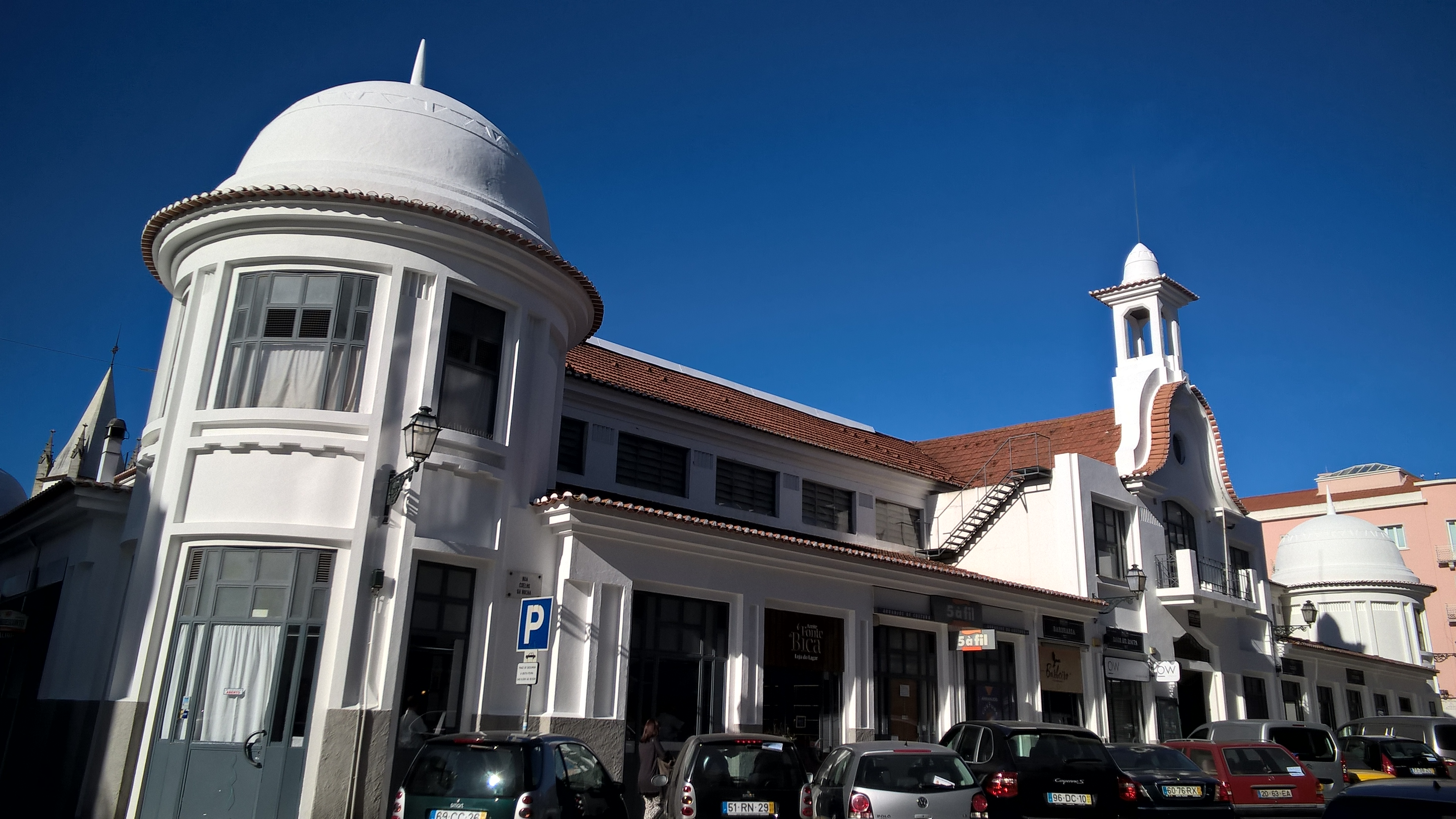
Extérieur

Le marché a ouvert ses portes en 1934. Il a été remodelé en 1991 et plus récemment en 2013 par António Maria Braga, lauréats du prix Rafael Manzano 2019. Le marché comprend des stands de nourriture gastronomique.